# Vegahandbókin
Die Vegahandbókin - vísað til vegar ist ein ausführlicher Straßenführer von Island.
Auf jeder Seite im Kartenteil werden Streckenabschnitte mit etwa 20 km Länge beschrieben. Als Beispiel sind bei der Ringstraße die Abschnitte 7 bis 44 km lang. Etwa die halbe Seite zeigt den Straßenverlauf, daneben erfolgt die Beschreibung der interessanten Punkte. Wegen dieser Aufteilung zeigt ein Nordpfeil die Himmelsrichtung an. Der Text enthält neben Informationen zur Landschaft auch oft Angaben zu Personen, die auf den Höfen dort gewohnt oder gewirkt haben und außerhalb Islands kaum bekannt sind. Es werden Orte genannt, an denen es früher gespukt haben soll, oder Landschaften, die früher dicht besiedelt gewesen sein sollen, ohne dafür Zahlen zu nennen. 

## Geschichte
Die erste isländische Ausgabe erschien 1973 im Verlag Örn og Örlygur h.f. auf 456 Seiten. Gedruckt wurde dreifarbig: rot für die Straßen, blau die Gewässer und schwarz die Landschaftsdarstellung. Das Buch hatte noch keine durchgehenden Seitenzahlen, sondern war nach Kapiteln nummeriert, die sich aus der Nummerierung der Straßen ergeben. 
Die erste deutschsprachige Ausgabe erschien 1988 als Island Straßenführer mit 374 Seiten. Zu der Zeit sollte die vierte isländische Auflage erscheinen und es gab bereits drei Ausgaben in englischer Sprache. Bei dieser Ausgabe gab es auch eine Beschreibung der Hochlandpisten. Bei der Kartendarstellung wurde die schwarze Farbe durch Braun ersetzt. 
Die zweite deutschsprachige Ausgabe erschien im Sommer 1996 als Island Atlas auf 448 Seiten, jetzt im Verlag Íslenska Bókaútgáfan. Zeitgleich erschienen eine isländische und eine englische Ausgabe in der Form, die es heute noch gibt. Diese Ausgabe erschien im Vierfarbdruck mit Fotos bei der Beschreibung und erstmals mit einem Ortsverzeichnis, zusätzlich zu dem Straßenverzeichnis, das es bei den anderen Ausgaben schon gab. 